# Foreign Account Tax Compliance Act
Foreign Account Tax Compliance Act (FATCA) är ett amerikanskt regelverk som antogs den 18 mars 2010 i syfte att motverka amerikansk skatteflykt. Initialt antogs enbart ett övergripande regelverk och detta har efterhand fyllts ut med så kallades "notices" och förslag på de slutliga reglerna.
FATCA ålägger finansiella institutioner i andra länder än USA (så kallade FFI:s, "foreign financial institutions") att ingå ett avtal med den amerikanska skattemyndigheten Internal Revenue Service (IRS) som bland annat innebär att de rapporterar amerikanska medborgares finansiella tillgångar. Om ett finansiellt institut väljer att stå utanför FATCA kommer det att utsättas för kvarhållen skatt på upp till 30 procent på vissa betalningar som till exempel räntor, försäljningsintäkter och utdelningar. FATCA började gälla i USA den 1 januari 2013 och senast den 30 juni 2013 skulle finansiella företag ha ingått ett avtal med IRS om de ville uppfylla kraven i FATCA.
Den 8 februari 2012 publicerades ett förslag på hur de färdiga reglerna kan komma att se ut. Flera avsnitt lämnades dock reserverade. Regelförslaget innehöll även flera nyheter, bland annat sköts implementeringen för viss rapportering och kvarhållande av skatt fram. Vidare minskade de administrativa kraven på finansiella företag och ett antal andra förenklingar tillkom jämfört med vad som ursprungligen meddelats.
En möjlighet för länder att bli så kallade FATCA-partners genom ett bilateralt avtal har även öppnats upp. Frankrike, Tyskland, Italien, Spanien och Storbritannien har gemensamt med USA arbetat fram ett modellavtal för ett så kallat "Intergovernmental Agreement" (IGA) som innebär att FATCA-partners kommer att kunna rapportera till skattemyndigheterna i respektive land och inte behöver rapportera direkt till IRS. För svenska finansiella företag gäller dock fortfarande att avtal ska tecknas med IRS och att rapportering sker direkt till IRS fram tills att ett IGA ingås.
FATCA-regelverket tillämpas i Sverige sedan 1 juli 2014. Personer och företag som kan antas vara skattskyldiga i USA måste via sin svenska bank lämna ytterligare uppgifter om detta. De som blir nya kunder i en svensk bank måste svara på frågan om de är skattskyldiga i USA eller inte, och i så fall redovisa mer information. En huvudregel är jus soli, vilket betyder att personer som är födda i USA blir medborgare i landet.
FATCA är en del i ett större samarbete mellan USA, EU och andra länder för att motverka skatteflykt och penningtvätt. USA och EU har framgångsrikt tvingat många skatteparadis att gå med på att samarbeta mot skatteflykt och penningtvätt och lämna ut information om misstänkta.
Det har varit kritik mot FATCA. Bland annat att medborgare i USA bosatta i andra länder blir övervakade. Dessa kan behöva betala skatt i båda länder samtidigt, enligt lagar i USA. USA kräver deklaration och skatt även från USA-medborgare bosatta i andra länder, trots att de huvudsakligen är skattskyldiga där (minus ett avdrag på 97 600 USD). Många har övergett sitt USA-medborgarskap av detta skäl. Många som är födda i USA men bor i andra länder och tjänar mycket deklarerar inte detta till USA. I svensk press finns kritik mot att USA tillåts övervaka boende i Sverige.
FATCA signerades av Barack Obama den 18 mars 2010.

### Fotnoter
1. ↑  ”Foreign Account Tax Compliance Act (FATCA)”. IRS. 4 maj 2012. Arkiverad från originalet den 4 maj 2012. https://web.archive.org/web/20120504150528/http://www.irs.gov/businesses/corporations/article/0%2C%2Cid%3D236667%2C00.html. Läst 4 maj 2012.
2. ↑  ”Votering: betänkande 2014/15:SkU13 Genomförande av avtal mellan Sveriges regering och Amerikas förenta staters regering för att förbättra internationell efterlevnad av skatteregler och för att genomföra Fatca, förslagspunkt 2”. https://www.riksdagen.se/sv/Dokument-Lagar/Ovriga-dokument/Ovrigt-dokument/Votering-betankande-201415S_H219SkU13p2/?text=true. Läst 18 februari 2015.
3. ↑  ”Foreign Account Tax Compliance Act - FATCA”. KPMG. 4 maj 2012. Arkiverad från originalet den 16 december 2013. https://web.archive.org/web/20131216021224/http://www.kpmg.com/SE/sv/tjanster/Skatt/Sidor/ForeignAccountTaxComplianceAct(FATCA).aspx. Läst 4 maj 2012.
4. ↑  ”Debatt: Vi får de sämsta USA-reglerna”. Dagens Industri. 7 mars 2012. Arkiverad från originalet den 10 juli 2012. http://archive.is/2012.07.10-090858/http://www.di.se/artiklar/2012/3/7/debatt-vi-far-de-samsta-usa-reglerna/. Läst 30 april 2012.
5. ↑  ”Finansbranschen ber Borg om hjälp”. Realtid. 18 april 2012. Arkiverad från originalet den 21 april 2012. https://web.archive.org/web/20120421214154/http://www.realtid.se/ArticlePages/201204/18/20120418113322_Realtid446/20120418113322_Realtid446.dbp.asp. Läst 30 april 2012.
6. ↑  ”Agreement between the Government of the United States of America and the Government of Sweden to Improve International Tax Compliance and to Implement FATCA”. https://www.treasury.gov/resource-center/tax-policy/treaties/Documents/FATCA-Agreement-Sweden-8-8-2014.pdf. Läst 26 februari 2014.
7. ↑  ”Kritiserat USA-avtal klubbas idag”. http://www.svt.se/nyheter/lokalt/vast/kritiserat-usa-avtal-klubbas-idag. Läst 18 februari 2015.
8. ↑  [https://web.archive.org/web/20160308234735/https://www.irs.gov/Businesses/Corporations/Frequently-Asked-Questions-FAQs-FATCA--Compliance-Legal#GeneralQ10 ”Q10. If a Reporting Model 1 FFI or a Reporting Model 2 FFI that is applying the due diligence procedures in section III, paragraph B, of Annex I of the IGA cannot obtain a self-certification upon the opening of a New Individual Account, can the FFI open the account and treat it as a U.S. Reportable Account?
 No.”]. Arkiverad från originalet den 8 mars 2016. https://web.archive.org/web/20160308234735/https://www.irs.gov/Businesses/Corporations/Frequently-Asked-Questions-FAQs-FATCA--Compliance-Legal#GeneralQ10. Läst 26 februari 2013.
9. ↑  ”Comments on proposed regulations REG-121647-10, Svenska Bankföreningen”. Arkiverad från originalet den 3 mars 2016. https://web.archive.org/web/20160303032135/http://bsmlegal.com/PDFs/SwedishBankers.pdf. Läst 27/04/2012.
10. 1 2  ”Svenska banker letar efter amerikaner”. http://www.svt.se/nyheter/regionalt/vast/svenska-banker-letar-efter-amerikaner. Läst 9 februari 2015.
11. ↑  en:Foreign earned income exclusion
12. ↑  ”Han vill inte vara amerikan längre”. http://www.svt.se/nyheter/lokalt/vast/han-vill-inte-vara-amerikan-langre. Läst 6 februari 2015.
13. ↑  Mister Taxman: Why Some Americans Working Abroad Are Ditching Their Citizenships
14. ↑  London Mayor Boris Johnson refuses to pay '$170,000 in unpaid taxes' (på engelska)
15. ↑  FATCA får skarp kritik från Advokatsamfundet Arkiverad 6 november 2014 hämtat från the Wayback Machine.